# Armin Pongs
Armin Pongs (* 18. Januar 1968 in Rheydt) ist ein deutscher Soziologe, Schriftsteller und Kinderbuchautor.

## Leben und Wirken
Pongs studierte von 1989 bis 1996 Psychologie, Soziologie und Politikwissenschaft an der Ludwig-Maximilians-Universität in München und war anschließend bis 1999 am Max Planck-Institut für psychologische Forschung als wissenschaftlicher Mitarbeiter tätig. Neben seiner wissenschaftlichen Arbeit veröffentlichte er Artikel in verschiedenen Fachzeitschriften und Tageszeitungen. Von 2004 bis 2005 war er Dozent an der Universität in Cluj,-Napoca, Rumänien, von 2005 bis 2009 wissenschaftlicher Mitarbeiter beim Bundesministerium für Bildung und Forschung und von 2009 bis 2012 Dozent an der Zeppelin Universität in Friedrichshafen. Seit 2008 schreibt er Kinderbücher und macht Lesungen in Grundschulen in Deutschland, Österreich und der Schweiz.
1997 gründete er den „Dilemma Verlag“, 2000 die Referentenagentur „podium24“ und 2014 den Marmorschnecken-Verlag mit Sitz in Rimsting am Chiemsee. Ebenfalls gründete er 2014 das Musiklabel „Krokofon“.
Armin Pongs ist verheiratet und lebt abwechselnd am Chiemsee und in Istanbul.

## Bibliografie

### Belletristik
- Die Welt in meinen Augen, Reiseerzählungen, Dilemma-Verlag, München, 2005
- Der Drachen ohne Schnur, Reiseerzählungen, Dilemma-Verlag, München, 2006

### Kinder- und Jugendliteratur
- Krokofil 1 – Der Traumländer, Dilemma-Verlag, 2007
- Krokofil 2 – Das Karussell der Farben, Dilemma-Verlag, 2008
- Krokofil 3 – Die Reise zur Spitze des Mondscheins, Dilemma-Verlag, 2011
- Krokofil 4 – Die Fahrt im Weltenwunderballon, Dilemma-Verlag, 2012
- Krokofil und seine Musikanten – Die Sprache der Lieder. Marmorschnecken-Verlag, 2014
- Krokofils Tagebuch, Band 1: Ein Jahr voller Geburtstage. Marmorschnecken-Verlag, 2018
- Krokofils Tagebuch, Band 2: Das Festival der Masken. Marmorschnecken-Verlag, 2018
- Krokofils Tagebuch, Band 3: Das Geheimnis der Eieruhr. Marmorschnecken-Verlag, 2019
- Mias Muschel oder Der Traum vom Lesen, Marmorschnecken-Verlag, 2020
- Mios Muschel oder Der Traum vom Lesen. Marmorschnecken-Verlag, 2020
- Der magische Kalender, Band 1. Marmorschnecken-Verlag 2021
- Der magische Kalender, Band 2. Marmorschnecken-Verlag 2021
- Der magische Kalender, Band 3. Marmorschnecken-Verlag 2022

### Sachbücher

#### Biografie
- Von A bis Fischer-Z. Dilemma-Verlag, München 1997, ISBN 3980582213 (Musiker-Biografie über John Watts)

#### Soziologische Themen
- In welcher Gesellschaft leben wir eigentlich? Gesellschaftskonzepte im Vergleich – Band 1. Dilemma-Verlag, München 1999, ISBN 3980582248, OCLC 611891780
- In welcher Gesellschaft leben wir eigentlich? Gesellschaftskonzepte im Vergleich – Band 2. Dilemma-Verlag, München 2000, ISBN 3980582256, OCLC 164588643
- In welcher Welt wollen wir leben? Nationalstaat und Demokratie in Zeiten der Globalisierung. Dilemma-Verlag, München 2003, ISBN 3980582280, OCLC 231981558
- In welcher Gesellschaft leben wir eigentlich? Individuum und Gesellschaft in Zeiten der Globalisierung. Dilemma-Verlag, München 2004, ISBN 3980582272, OCLC 226237441

(italienisch): In che società viviamo? Asterios, 2001
- In welcher Welt wollen wir leben? (Band 1). Dilemma-Verlag, München 2003, ISBN 3980582256, OCLC 314327093
- Was können wir wissen? Was dürfen wir hoffen? Was sollen wir tun? – Band 1. Dilemma-Verlag, Rimsting am Chiemsee 2009, ISBN 3981183142, OCLC 530304095
- Was können wir wissen? Was dürfen wir hoffen? Was sollen wir tun? – Band 2. Dilemma-Verlag, Rimsting am Chiemsee, 2009 ISBN 3981183150, OCLC 530304097

#### Fachaufsatz
- In welcher Welt wollen wir leben? US-amerikanische Konzeptionen der Gegenwartsgesellschaft und europäische Perspektiven, in: Caroline Y. Robertson-von Trotha (Hrsg.): Kultur und Gerechtigkeit, Reihe Kulturwissenschaft interdisziplinär, Bd. 2, Nomos-Verlag, Baden-Baden 2007 ISBN 978-3-8329-2604-5